# Sušica (gmina Sjenica)
Sušica (cyr. Сушица) – wieś w Serbii, w okręgu zlatiborskim, w gminie Sjenica. W 2011 roku liczyła 23 mieszkańców.